# Radio Paloma

Logo des Senders

Radio Paloma ist ein privater Hörfunksender und besteht seit dem 1. September 2008.
Der Sender spielt deutsche Schlager, erreicht laut Media-Analyse 2018 audio II in einer werktäglichen Durchschnittsstunde 114.000 Hörer und damit deutschlandweit über eine halbe Million Hörer pro Tag.
Neben dem Live-Programm bietet Radio Paloma seit dem 1. November 2017 fünf Webradiokanäle an: Volksmusik, Kultschlager, Kuschelschlager, Partyschlager und aktuellen Schlager (unter der Bezeichnung „Fresh“).
Der Sender wird von der Berliner Silvacast GmbH betrieben. Die Studios befinden sich in der Grolmanstraße in Berlin-Charlottenburg. Geschäftsführer ist Thomas Ulrich.

## Moderatoren
Das Programm wird von folgenden Moderatoren gestaltet:
- Stefan Loll (Defjay)
- Nora Oschatz
- Claudia Landgraf
- Katharina Reddemann
- Harald Selke (MDR 1 Radio Sachsen)
- Adrian Marton

## Ehemalige Moderatoren (Auswahl)
- Annemarie Eilfeld
- Bert Beel („Fröhliche Musikanten“ beim RBB)
- Dagmar Frederic (105’5 Spreeradio)
- Ekki Göpelt (RBB, Antenne Brandenburg)
- Iris Paech (105’5 Spreeradio und im Deutschlandradio Kultur)
- Michael Niekammer („Klatsch & Tratsch“ beim RBB)
- Peter Christ (104.6 RTL[4])
- Wolf-Dieter Herrmann (Sat.1)

## Empfang
Der Sender wird in den Großräumen Berlin (Kanal 12D), Hamburg (Kanal 10D) und Nordrhein-Westfalen (Kanal 9D) über DAB+ ausgestrahlt. 
Des Weiteren ist Radio Paloma in einigen wenigen Kabelnetzen Deutschlands (Unitymedia, Kabel BW und Vodafone Kabel Deutschland) auf den ehemaligen Frequenzen der Sender Defjay bzw. Radio Melodie zu empfangen. Ferner ist der Sender auch digital im Kabelnetz von Kabel Deutschland zu hören (DVB-C, Kabel Digital Free-Paket). Das Programm wird zusätzlich digital über Astra sowie über das Entertain-Paket von T-Home ausgestrahlt. Ebenfalls wird der Sender im digitalen Kabelnetz von NetCologne (Kanal S02) und in Österreich im Kabelnetz der Salzburg AG angeboten. 
Im Internet ist ein Livestream verfügbar.